# Kyrkbron
Kyrkbron er en bro i Umeå
Kolbäcksbron er en broforbindelse i den østlige del af Umeå i Västerbottens län i Sverige. Den fører Östra Kyrkogatan over Ume älv til den bydelen Teg på den sydlige side af af elven. Man påbegyndte byggeriet af Kyrkbron i 1973 og den blev indviet 26. september 1975 som Umeås tredje bro over elven. Broen består af to parallelle betonbroer med hver sine kørebaner med til- og afkørselsramper som strækker sig ud over elven på den nordlige side. Det var planen at Kyrkbron skulle aflaste Tegsbron.
Kyrkbron var beregnet til at tage 54,5 procent af trafikken fra Tegsbron som da havde cirka 25.000 køretøjer pr. døgn, hvilket var maksimumkapaciteten for broen. Prognosen for år 1990 typede på 60.000 køretøjer pr. døgn.
I forbindelse med brobyggeriet gennemførtes også en omfattende trafikomlægning i Umeå centrum og Teg blev den første bydel i Umeå der fik sin egen gang- og cykelvej hele vejen til centrum.

## Efter brobyggeriet
Da byggeriet af Kolbäcksbron påbegyndtes i 1998 havde kyrkbron cirka 16.600 og Tegsbron cirka 21.600 køretøjer pr. årsmiddeldøgn. År 2010 havde kyrkbron cirka 15.100, Tegsbron cirka 27.300 og Kolbäcksbron cirka 12.000 køretøjer pr. årsmiddeldøgn.

### Trykte kilder
- Så blev det en kyrkbro i Umeå, Kommunkansliet 1975
- Umeå kommuns ritningsarkiv. Ritningarna 3310-07 och 3311-07 (Revisionsritningar från 1975-09-16).

63°49′15″N 20°16′0″Ø / 63.82083°N 20.26667°Ø